# 784 TCN
784 TCN là một năm trong lịch La Mã.